# Polana pod Keczką
Polana pod Keczką (słow. Rovienec) – polana tuż pod wierzchołkiem  Keczki w słowackich Tatrach Zachodnich. Grzbiet Keczki, na którym znajduje się ta polana, opada w kierunku południowym do miejscowości Żar w Kotlinie Liptowskiej. Polana znajduje się na wysokości około 1580–1620 m. Na wielu mapach już nie jest zaznaczana. W wyniku zaprzestania wypasu stopniowo zarasta lasem, ale na mapie satelitarnej widoczny jest tutaj jeszcze spory trawiasty teren. Nie prowadzi tutaj żaden szlak turystyczny, a dawne pasterskie ścieżki zarosły już lasem.